# NGC 7535
NGC 7535 é uma galáxia espiral (Scd) localizada na direcção da constelação de Pegasus. Possui uma declinação de +13° 34' 56" e uma ascensão recta de 23 horas, 14 minutos e 12,8 segundos.
A galáxia NGC 7535 foi descoberta em 29 de Setembro de 1886 por Lewis A. Swift.